# Marco Ercolessi
Marco Ercolessi (Abano Terme, 15 maggio 1986) è un giocatore di calcio a 5 italiano, campione europeo con la nazionale italiana nel 2014. Ritenuto tra i giocatori italiani tecnicamente più completi, è stato il primo non-oriundo a raggiungere le 100 presenze in nazionale.

## Carriera

### Club
Dopo aver giocato fino a sedici anni nelle giovanili del Padova, nel 2002 comincia la sua avventura nel calcio a 5 con la maglia del Petrarca in Serie A, per poi passare alla Luparense, alla Canottieri Belluno e Venezia. 
Dopo quattro stagioni passate al Venezia, dove ha conquistato anche la promozione in Serie A, nell'agosto del 2012 si trasferisce alla Marca Futsal con cui si laurea campione d'Italia. Confermato anche nella stagione seguente, a dicembre 2013 fa ritorno alla Luparense, con cui vince il proprio secondo scudetto. Nella stagione 2014-15 segue Fulvio Colini passato dai lupi ad allenare il Pescara con cui vince in un biennio scudetto, Coppa Italia e Supercoppa italiana. Con il Pescara raggiunge inoltre la final four di Coppa UEFA, conclusa al quarto posto. Nel luglio del 2016 il Kaos annuncia il trasferimento del giocatore.

### Nazionale
Già capitano della nazionale italiana under 21, Ercolessi ha esordito con la nazionale maggiore il 20 marzo 2009 nella partita contro la  Bielorussia valevole per il torneo di qualificazione al campionato europeo. Due giorni più tardi ha messo a segno le sue prime reti con la maglia azzurra, realizzando una doppietta alla Lituania. Con la nazionale prende parte a due mondiali e quattro europei, compresa la vittoriosa edizione del 2014. Nell'incontro amichevole del 25 agosto 2016 contro l'Ungheria disputa la sua centesima partita con l'Italia, diventando il primo giocatore non-oriundo a raggiungere questo traguardo e il quarto in assoluto dopo Grana, Foglia ed Edgar Bertoni.

## Palmarès

### Club
- Campionato italiano: 3
Marca: 2012-13
Luparense: 2013-14
Pescara: 2014-15
- Coppa Italia: 5
Luparense: 2005-06
Pescara: 2015-16
A&S: 2018-19
Real San Giuseppe: 2022-23
Napoli: 2023-24
- Supercoppa italiana: 2
Pescara: 2015
A&S: 2018
- Coppa Italia di Serie A2: 1
Venezia: 2010-11

### Nazionale
- Campionato d'Europa: 1
2014